# Raymond Bayer
Raymond Bayer, född 1898, död 1959, var en fransk filosof.
Bayer studerade filosofi och konst vid Sorbonne och blev 1934 filosofie doktor. 1921-1937 var han lärare i Paris, blev 1937 docent vid universitetet i Caen, 1942 extraordinarie professor i filosofins historia vid Sorbonne och var från 1944 professor i filosofi vid Sorbonne. Bayer specialiserade sig främst på studiet av enskilda estetiska frågor. Han uppehöll sig bland annat vid det estetiska omdömets natur och estetikens metodik, varvid han vände sig mot spekulativa riktningar och efterlyste en strängt empirisk inställning hos konstfilosofin och konstforskningen. Han lade fram sina tankar i en rad artiklar i fackpressen och utgav L'esthétique de la grâce (1933), Léonard de Vinci. La grâce (1933) och L'esthétique de Bergson (1943). Bayer var en av de ledande krafterna inom efterkrigstidens franska filosofiska organisations- och forskningsarbete. Han företog en rad studie- och föredragsresor runt om i världen och föreläste 1946 vid svenska universitet.